# Brevipalpus baccharis
Brevipalpus baccharis är en spindeldjursart som beskrevs av Baker och James P. Tuttle 1987. Brevipalpus baccharis ingår i släktet Brevipalpus och familjen Tenuipalpidae. Inga underarter finns listade.